# Auenheim
Auenheim é uma ex-comuna francesa na região administrativa de Grande Leste, no departamento Baixo Reno. Em 1 de janeiro de 2019, ela foi inserida no território da nova comuna de Rountzenheim-Auenheim.